# Pero leptoina
Pero leptoina là một loài bướm đêm trong họ Geometridae.